# Claude Le Bris
Pour les articles homonymes, voir Le Bris.
Claude Le Bris est un mathématicien français connu pour ses travaux en mathématiques appliquées dans le domaine de la modélisation en physique des solides, des problèmes multi-échelles et de l'homogénéisation.

## Biographie[1]
Claude Le Bris est ancien élève de l'École polytechnique et de l'École nationale des ponts et chaussées. Il soutient sa thèse dans cet établissement en 1993 sous la direction de Pierre-Louis Lions et son HDR à l'université Paris-Dauphine.
Il est Ingénieur général civil et travaille au Centre d’Enseignement et de Recherche en MathématIques et Calcul Scientifique (CERMICS). Il est actuellement à la tête du groupe INRIA/CERMICS Mathematics for materials (MATHERIALS), anciennement Méthodes et ingénierie du calcul multi-échelle de l'atome au continuum (MICMAC) travaillant sur la mécanique multi-échelles des milieux continus.
Claude Le Bris est membre de divers conseils consultatifs :
- Institut des sciences du calcul et des données, Paris (président depuis 2016)[3],
- Centre de Recherches Mathématiques, Université de Montréal (2010-2018),
- Research Center MATHEON, Berlin (2010-2018)[4],
- Cluster of Excellence Engineering of Advanced Materials, université Friedrich-Alexander d'Erlangen-Nuremberg (2010-2017)[5].

Il est membre de comités éditoriaux de diverses revues.

## Travaux
Claude Le Bris a travaillé en analyse numérique pour les équations aux dérivées partielles, particulièrement pour la physique du solide, les problèmes multi-échelles et l'homogénéisation,.

## Distinctions
- Prix Blaise Pascal de l'académie des sciences en 1999.
- Prix CISI en 2002.
- Prix Giovanni Sacchi-Landriani (en) de l'Académie des sciences et des lettres de l'institut lombard en 2002.
- Chercheur invité au congrès international des mathématiciens (Madrid, 2006).
- Distinguished Ordway Visitor à l'université du Minnesota (2008)[8].
- Aisenstadt Chair à l'Université de Montréal (2009)[9].
- Charles J. Amick Memorial Lecturer 2009-2010, université de Chicago[10].
- Göran Gustafsson Lecturer in Mathematics à l'institut royal de technologie de Stockholm (2014)[11].
- Aziz Lecturer à l'université du Maryland (2018)[12].
- Coxeter Lecturer à l'institut Fields de Toronto (2018)[13].
- Orateur invité au Congrès international de mathématiques industrielles et appliquées (ICIAM) à Valence (2019).

## Ouvrages
- (en) Eric Cancès, Mireille Defranceschi, Werner Kutzelnigg, Claude Le Bris et Yvon Maday, « Computational Chemistry: a Primer », Handbook of Numerical Analysis,‎ 2003, p. 3-270 (DOI 10.1016/S1570-8659(03)10003-8)
- Eric Cancès, Claude Le Bris et Yvon Maday, Systèmes multiéchelles : modélisation et simulation, vol. 47, Springer, coll. « Mathématiques et Applications », 2005, 214 p. (ISBN 978-3-540-25313-6, lire en ligne)
- Claude Le Bris, Méthodes mathématiques en chimie quantique : une introduction, vol. 53, Springer, 2006, 412 p. (ISBN 978-3-540-30996-3, lire en ligne)
- (en) Jean-Frédéric Gerbeau, Claude Le Bris et Tony Lelièvre, Mathematical methods for the Magnetohydrodynamics of Liquid Metals, Oxford University Press, 2006, 305 p. (ISBN 978-0-19-856665-6, lire en ligne)
- (en) Isabelle Catto, Claude Le Bris et Pierre-Louis Lions, Mathematical Theory of Thermodynamic Limits, Oxford University Press, 2019, 277 p. (ISBN 978-0-19-850161-9, lire en ligne)
- (en) Claude Le Bris et Pierre-Louis Lions, Parabolic Equations with irregular data and related issues. Application to Stochastic Differential Equations, De Gruyter Series in Applied and Numerical Mathematics, 2019, 154 p. (ISBN 978-3-11-063313-9)